# Melchior Treub

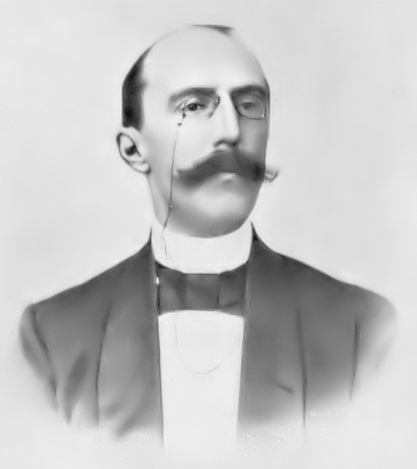
Melchior Treub

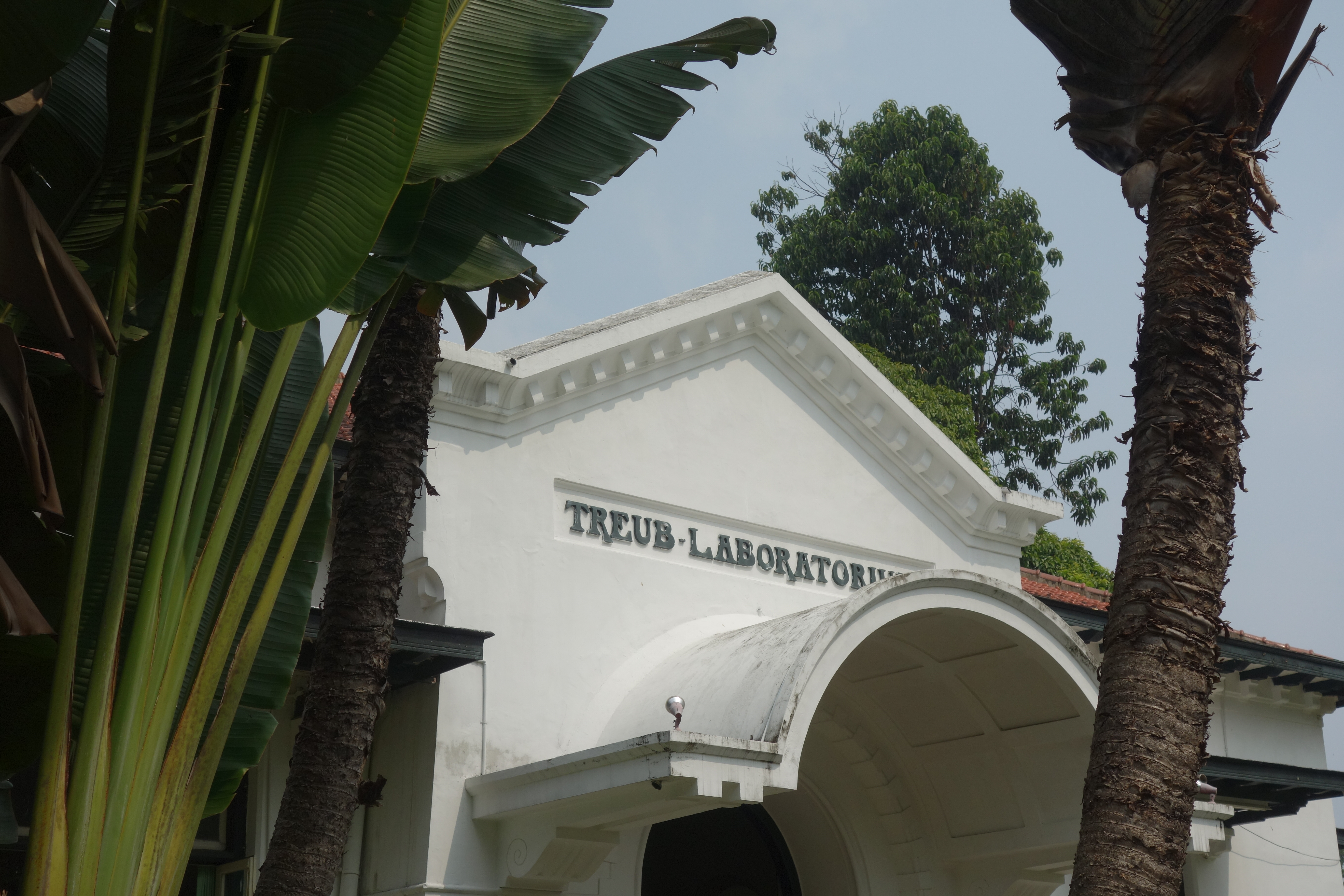
Treub Laboratorium in Bogor Botanischen Garten

Melchior Treub (* 26. Dezember 1851 in Voorschoten; † 3. Oktober 1910 in Saint-Raphaël) war ein niederländischer Botaniker.
Sein botanisches Autorenkürzel lautet „Treub“.

## Leben und Wirken
Treub studierte ab 1869 an der Universität Leiden und arbeitete danach als botanischer Assistent von Willem Frederik Reinier Suringar. Auf Empfehlung seines Lehrers war er von 1880 bis 1909 in Niederländisch-Indien als Botaniker tätig. Dort leitete der den Botanischen Garten von Bogor, in dem er fast dreißig Jahre tätig war.

## Mitgliedschaften und Auszeichnungen
- 8. Mai 1879, Königlich-Niederländische Akademie der Wissenschaften (KNAW)[1]
- 11. Juni 1888, Korrespondierendes Mitglied der Académie des sciences[2]
- 1890, Deutsche Akademie der Naturforscher Leopoldina[3]
- 1891 Cothenius-Medaille der Leopoldina
- 1893 Korrespondierendes Mitglied der Bayerischen Akademie der Wissenschaften
- 15. Dezember 1896, Assoziiertes Mitglied der Académie royale des Sciences, des Lettres et des Beaux-Arts de Belgique[4]
- 1. Juni 1899, Royal Society of London (Auswärtiges Mitglied)
- 8. Februar 1900], Königlich-Preußische Akademie der Wissenschaften (Korrespondierendes Mitglied)
- 1909, Sankt Petersburger Akademie der Wissenschaften (Ehrenmitglied)

Nach ihm sind die Pflanzengattungen Treubania Tiegh. 1897 aus der Familie der Riemenblumengewächse (Loranthaceae), Treubia Pierre 1890 aus der Familie der Icacinaceae, Treubella Pierre 1890 aus der Familie der Sapotengewächse (Sapotaceae), die Lebermoosgattungen Treubia K.I.Goebel 1891 und Apotreubia S.Hatt. & Mizut. 1967 aus der Familie der Treubiaceae und die Pilzgattungen Melchioria Penz. & Sacc. 1897 und Treubiomyces Höhn. 1909 benannt worden.

## Schriften (Auswahl)
- Le méristème primitif de la racine dans les monocotylédones. In: Willem Frederik Reinier Suringar (Hrsg.): Musée botanique de Leide. Band 2, 1876, S. 17–100 (Digitalisat).
  - E. J. Brill, Leiden 1876 (Digitalisat).
- Recherches sur les organes de la végétation du Selaginella Martensii Spring. In: Willem Frederik Reinier Suringar (Hrsg.): Musée botanique de Leide. Band 2, 1876, S. 101–126 (Digitalisat).
  - E. J. Brill, Leiden 1877 (Digitalisat).